# Límite litosfera-astenosfera

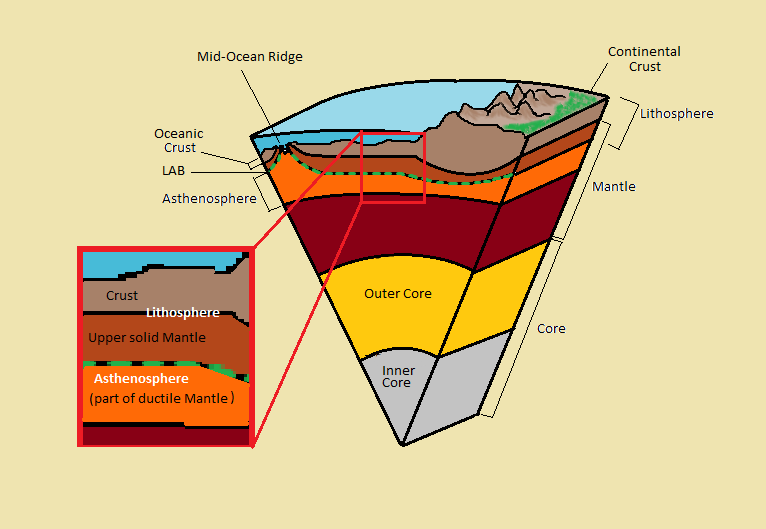
Un diagrama de la estructura interna de la Tierra.

El límite litosfera-astenosfera (LAB, del inglés Lithosphere–asthenosphere boundary) representa una diferencia mecánica entre capas en la estructura interna de la Tierra. La estructura interna de la Tierra se puede describir tanto químicamente (corteza, manto, núcleo) como mecánicamente. El límite entre litosfera y astenosfera (conocido como LAB por los geofísicos) se encuentra entre la litosfera más fría y rígida de la Tierra y la astenosfera dúctil más cálida. La profundidad real del límite sigue siendo un tema de debate y estudio, aunque se sabe que varía según el entorno.

## Definiendo el LAB
El LAB se determina a partir de las diferencias en la litosfera y la astenosfera, incluidas, entre otras, las diferencias en el tamaño de grano, la composición química, las propiedades térmicas y la extensión de la fusión parcial; estos son factores que afectan las diferencias reológicas en la litosfera y la astenosfera. 

### Capa límite mecánica (MBL)
El LAB separa la litosfera mecánicamente fuerte de la astenosfera débil. La profundidad del LAB se puede estimar a partir de la cantidad de flexión que ha sufrido la litosfera debido a una carga aplicada en la superficie (como la flexión de un volcán). La flexión es una observación de la fuerza, pero los terremotos también se pueden usar para definir el límite entre rocas "fuertes" y "débiles". Los terremotos están limitados principalmente a ocurrir dentro de la litosfera vieja y fría a temperaturas de hasta ~650 °C. Este criterio funciona particularmente bien en la litosfera oceánica, donde es razonablemente simple estimar la temperatura en profundidad en función de la edad de las rocas. El LAB es más superficial cuando se usa esta definición. El MBL (del inglés Mechanical Boundary Layer) rara vez se equipara a la litosfera, ya que en algunas regiones tectónicamente activas (por ejemplo, la Provincia de Cuenca y Cordillera) el MBL es más delgado que la corteza y el LAB estaría por encima de la discontinuidad de Mohorovičić. 

### Capa límite térmica (TBL)
La definición del LAB como una capa límite térmica (TBL, del inglés Thermal Boundary Layer) no proviene de la temperatura, sino del mecanismo dominante de transporte de calor. La litosfera no puede soportar células de convección porque es fuerte, pero el manto convector debajo es mucho más débil. En este marco, el LAB separa los dos regímenes de transporte de calor [conducción vs. convección]. Sin embargo, la transición de un dominio que transporta calor principalmente a través de la convección en la astenosfera a la litosfera conductora no es necesariamente abrupta y, en cambio, abarca una amplia zona de transporte de calor mixto o temporalmente variable. La parte superior de la capa límite térmica es la profundidad máxima a la que el calor se transporta solo por conducción. La parte inferior de la TBL es la profundidad más baja a la que el calor se transporta solo por convección. A profundidades internas de la TBL, el calor se transporta mediante una combinación de conducción y convección.

### Capa de límite reológico (RBL)
El LAB es una capa límite reológica (RBL). Las temperaturas más frías en las profundidades más bajas de la Tierra afectan la viscosidad y la fuerza de la litosfera. El material más frío en la litosfera resiste el flujo mientras que el material "más cálido" en la astenosfera contribuye a su menor viscosidad. El aumento de la temperatura con el aumento de la profundidad se conoce como el gradiente geotérmico y es gradual dentro de la capa límite reológica. En la práctica, el RBL se define por la profundidad a la cual la viscosidad de las rocas del manto cae por debajo ~{\displaystyle 10^{21}Pa\cdot s.}
Sin embargo, el material del manto es un fluido no newtoniano, es decir, su viscosidad depende también de la velocidad de deformación. Significa que LAB puede cambiar su posición como resultado de los cambios de las tensiones. 

### Capa límite composicional (CBL)
Otra definición del LAB implica diferencias en la composición del manto en profundidad. El manto litosférico es ultramáfico y ha perdido la mayoría de sus componentes volátiles, como el agua, el calcio y el aluminio. El conocimiento de este agotamiento se basa en la composición de los xenolitos del manto. La profundidad hasta la base del CBL se puede determinar a partir de la cantidad de forsterita dentro de las muestras de olivina extraídas del manto. Esto se debe a que la fusión parcial del manto primitivo o astenosférico deja una composición enriquecida en magnesio, y la profundidad a la que la concentración de magnesio coincide con la del manto primitivo es la base del CBL.

## Medición de la profundidad de LAB

### Observaciones sísmicas
El LAB sísmico (es decir, medido utilizando observaciones sismológicas) se define por la observación de que existe una litosfera sísmicamente rápida (o una tapa litosférica) por encima de una zona de baja velocidad (LVZ). Los estudios tomográficos sísmicos sugieren que el LAB no es puramente térmico, sino que se ve afectado por la fusión parcial. La causa de la LVZ podría explicarse por una variedad de mecanismos. Una forma de determinar si el LVZ se genera por fusión parcial es medir la conductividad eléctrica de la Tierra en función de la profundidad utilizando métodos magnetotelúricos (MT). La fusión parcial tiende a aumentar la conductividad, en cuyo caso el LAB puede definirse como un límite entre la litosfera resistiva y la astenosfera conductiva. 
Debido a que el flujo del manto induce la alineación de minerales (como el olivino) para generar anisotropía observable en ondas sísmicas, otra definición del LAB sísmico es el límite entre la astenosfera anisotrópica y la litosfera isotrópica (o un patrón diferente de anisotropía).
El LVZ sísmico fue reconocido por primera vez por Beno Gutenberg, cuyo nombre a veces se usa para referirse a la base del LAB sísmico debajo de la litosfera oceánica. La discontinuidad de Gutenberg coincide con la profundidad esperada del LAB en muchos estudios y también se ha descubierto que se profundiza bajo la corteza más antigua, lo que respalda la sugerencia de que la discontinuidad está estrechamente relacionada con el LAB. La evidencia de las fases sísmicas convertidas indica una fuerte disminución en la velocidad de la onda cortante 90–110   km debajo de la corteza continental. Estudios sismológicos recientes indican una reducción del 5 al 10 por ciento en la velocidad de la onda de corte en el rango de profundidad de 50 a 140 km debajo de las cuencas oceánicas. 

### Debajo de la litosfera oceánica

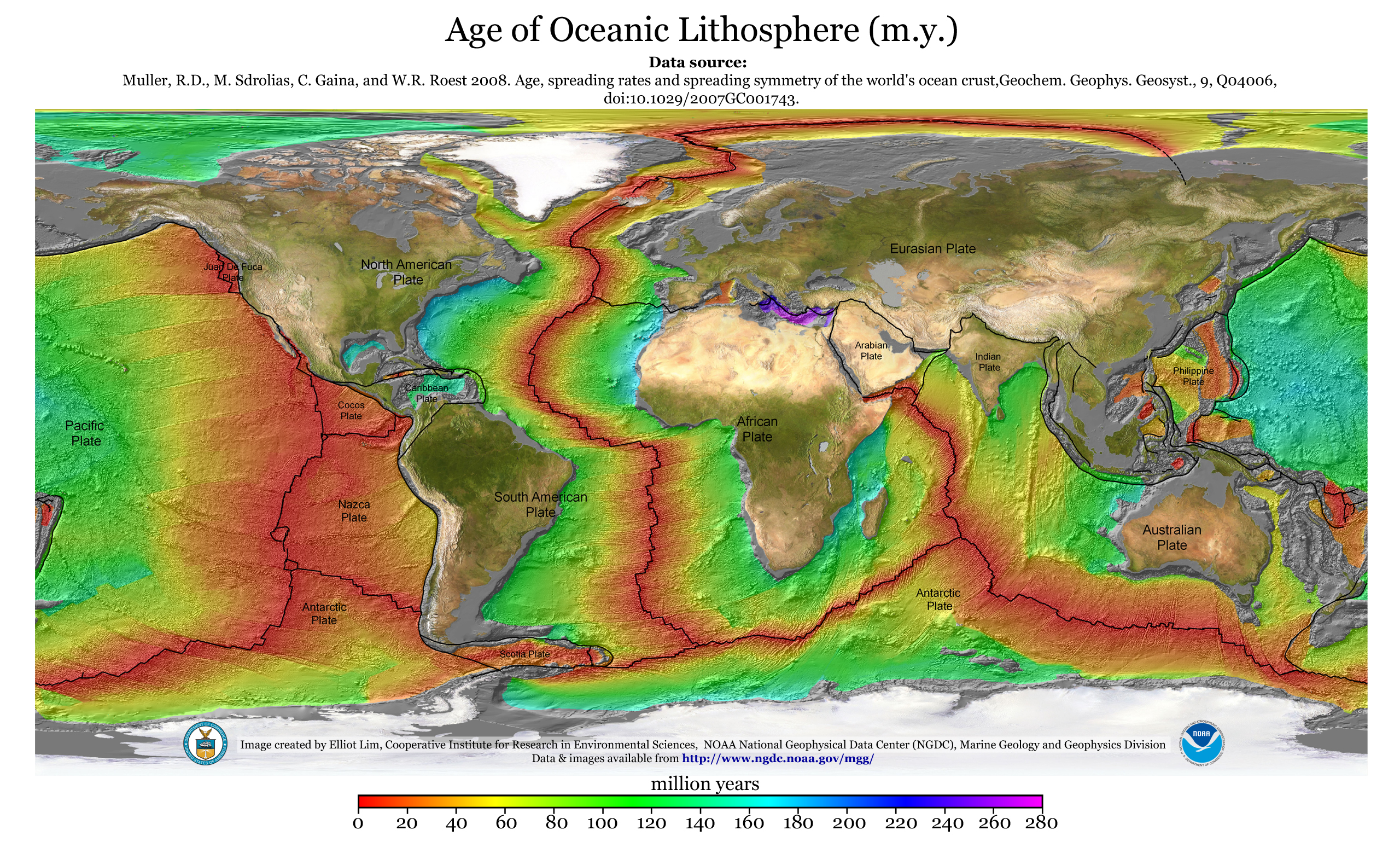
Edad de la litosfera oceánica.

Debajo de la corteza oceánica, el LAB oscila entre 50 y 140 km de profundidad, excepto cerca de las crestas del océano medio donde el LAB no es más profundo que la profundidad de la nueva corteza que se está creando. La evidencia sísmica muestra que las placas oceánicas se espesan con la edad. Esto sugiere que el LAB debajo de la litosfera oceánica también se profundiza con la edad de la placa. Los datos de los sismómetros oceánicos indican una LAB aguda dependiente de la edad debajo de las placas del Pacífico y Filipinas y se ha interpretado como evidencia de un control térmico del espesor de la litosfera oceánica.

### Debajo de la litosfera continental
La litosfera continental contiene partes antiguas y estables conocidas como cratones. El LAB es particularmente difícil de estudiar en estas regiones, con evidencia que sugiere que la litosfera dentro de esta parte antigua del continente es más gruesa e incluso parece exhibir grandes variaciones de grosor debajo de los cratones, apoyando así la teoría de que la litosfera El grosor y la profundidad del LAB dependen de la edad. El LAB debajo de estas regiones (compuesto por escudos y plataformas) se estima entre 200 y 250 km de profundidad. Debajo de la corteza continental fanerozoica, el LAB es aproximadamente 100 km de profundidad. 